# Noah Clarke
Noah Clarke (* 11. Juni 1979 in La Verne, Kalifornien) ist ein ehemaliger US-amerikanischer Eishockeyspieler, der im Verlauf seiner aktiven Karriere zwischen 1997 und 2013 unter anderem annähernd 350 Spiele in der American Hockey League (AHL) auf der Position des linken Flügelstürmers bestritten hat. Darüber hinaus absolvierte Clarke weitere 21 Partien für die Los Angeles Kings und New Jersey Devils in der National Hockey League (NHL).

## Karriere
Clarke begann seine Karriere als Eishockeyspieler bei den Des Moines Buccaneers, für die er von 1997 bis 1999 in der Juniorenliga United States Hockey League (USHL) aktiv war und mit denen er in der Saison 1998/99 den Clark Cup gewann. Anschließend besuchte der Flügelspieler vier Jahre lang das Colorado College und spielte für dessen Eishockeymannschaft in der National Collegiate Athletic Association (NCAA). Während der Zeit in der USHL und NCAA erhielt er zahlreiche individuelle Auszeichnungen.
Nachdem der Stürmer bereits im NHL Entry Draft 1999 in der neunten Runde als insgesamt 250. Spieler von den Los Angeles Kings aus der National Hockey League (NHL) ausgewählt worden war, spielte er von 2003 bis 2007 für dessen Farmteam Manchester Monarchs in der American Hockey League (AHL). Für die Kings kam er in der NHL in diesem Zeitraum nur sporadisch zum Einsatz. Die Saison 2007/08 verbrachte Clarke bei den New Jersey Devils, für die er bei seinem einzigen Einsatz ein Tor erzielte. Die gesamte restliche Spielzeit verbrachte Clarke bei deren AHL-Kooperationspartner Lowell Devils.
Die folgenden beiden Spielzeiten begann der US-Amerikaner jeweils beim HC Ambrì-Piotta in der Schweizer National League A (NLA) und beendete sie bei Rauman Lukko in der finnischen SM-liiga bzw. beim HC Slavia Prag in der tschechischen Extraliga. Für die Saison 2010/11 erhielt der Angreifer einen Vertrag bei den Augsburger Panthern aus der Deutschen Eishockey Liga (DEL). Im August 2011 wechselte er zum Ligakonkurrenten EHC München, um den zurückgetretenen Ryan Ready zu ersetzen. Nach der Spielzeit in München wechselte Clarke erneut und heuerte für das Spieljahr 2012/13 bei den Belfast Giants aus der britischen Elite Ice Hockey League (EIHL) an. Im Sommer 2013 beendete der 34-Jährige seine aktive Karriere.

## Erfolge und Auszeichnungen
| - 1998 USHL All-Rookie Team - 1999 Clark-Cup-Gewinn mit den Des Moines Buccaneers - 1999 Curt Hammer Award - 1999 USHL First All-Star Team - 2000 WCHA All-Rookie Team | - 2003 WCHA Second All-Star Team - 2003 NCAA West First All-American Team - 2004 Teilnahme am AHL All-Star Classic - 2004 AHL All-Rookie Team |

## Karrierestatistik
(Legende zur Spielerstatistik: Sp oder GP = absolvierte Spiele; T oder G = erzielte Tore; V oder A = erzielte Assists; Pkt oder Pts = erzielte Scorerpunkte; SM oder PIM = erhaltene Strafminuten; +/− = Plus/Minus-Bilanz; PP = erzielte Überzahltore; SH = erzielte Unterzahltore; GW = erzielte Siegtore; 1 Play-downs/Relegation; Kursiv: Statistik nicht vollständig)